# Midori: la niña de las camelias
Midori: La Niña de las Camelias (少女椿: La Chica de las Camelias) es una popular historia oral originaria entre la Era Meiji y Era Showa. En la actualidad es conocida por la versión manga Shôjo tsubaki: Chika gentô gekiga de Suehiro Maruo, publicada en 1984 y la adaptación de 1992, dirigida y producida por Hiroshi Harada. Este artículo se enfoca en dicha adaptación animada.
En el momento de su estreno, el film fue recibido de manera hostil debido a su temática y la crudeza del argumento, lo que llevó a las autoridades japonesas a incautar y destruir las copias originales, únicamente salvándose una versión editada por Harada (y reducida en unos seis minutos) que fue reestrenada tiempo después.

## Argumento

### Parte 1
Finales del siglo XIX. Debido al abandono de su padre y a la enfermedad de su madre, Midori —una dulce niña de 12 años— se ve obligada a dejar la escuela y sobrevivir en la pobreza vendiendo camellias por las calles de su ciudad. Finalizado un día donde no logra vender una sola flor, se encuentra con un hombre con sombrero de copa que, conmovido por su triste historia, se ofrece a comprarle todas, indicándole dónde puede encontrarlo si llegara a necesitar de su ayuda. Esa misma noche, Midori vuelve emocionada a su hogar y, mientras comenta las buenas noticias a su madre, descubre que ha muerto y que su cuerpo está siendo devorado por ratas. Encontrándose sola, Midori decide ir en búsqueda del amable caballero, dirigiéndose al sitio que este le había indicado, el cual resulta ser un circo. Una vez allí, se encuentra con los extraños integrantes del circo, quienes abusan sexualmente de ella. Asimismo, descubriendo que el hombre que ella buscaba, el Señor Arashi, era el dueño del lugar, que se encontraba mal económicamente. Midori encuentra consuelo cuidando de unos cachorros callejeros en secreto, pero es descubierta por uno de los integrantes, una chica tragafuegos llamada Kanabun, quien asesina a los perros, y, sin saberlo, todos comen una sopa hecha con la carne de éstos, hasta que Kanabun, informa en voz alta lo que hizo, y al oírlo, Midori llora desconsolada por la muerte de sus mascotas. Sin otra escapatoria que unirse al grupo ambulante, la vida de la niña se convierte en un constante calvario, donde es maltratada y torturada, al punto de anhelar el suicidio.

### Parte 2
Un mago llamado Masamitsu se une al circo con su exitoso show del "enano en la botella", donde es capaz de entrar y salir de una botella de vidrio, cosa que le da nueva popularidad al circo. Masamitsu y Midori se enamoran mutuamente a tal grado que ella lo considera su esposo. Los fenómenos empiezan a tenerle envidia al mago enano debido a que este acaparaba toda la atención. Razón por la cual, deciden abusar nuevamente de Midori. Pero Masamitsu la rescata atrapando a los fenómenos en una ilusión. Eventualmente, Midori se termina volviendo la asistente del mago. En una ocasión, uno de los integrantes del circo (el hombre momia) trata de confesarle su amor a Midori, pero es asesinado por Masamitsu, quien lo ahoga con tierra. En tanto, Midori le pregunta cómo hace su truco de la botella y él le responde con un acertijo en forma de haikus:

Cosas extrañas suceden durante la noche. Durante el día, vuelan flechas. Una enfermedad contagiosa inunda las sombras. Por la tarde se vuelve fatal. Pero no tienes nada que temer.

Poco tiempo después, ella recibe una oferta para trabajar de actriz en una película, pero Masamitsu, celoso, se interpone y encierra a Midori en la botella. Durante una función se pone demasiado nervioso y por esto recibe abucheos del público. Humillado, hace que el público explote en pedazos o mute en terribles formas. Midori escapa de la botella y se reconcilia con Masamitsu, el cual decide abandonar el circo e irse con ella.

### Parte 3
Tras el incidente, el Señor Arashi, por miedo a que la gente presentara cargos por lo ocurrido, decide escapar con el dinero del circo, dejando desahuciados a los fenómenos, lo que causa que el circo se disuelva y ellos planeen qué harán con sus vidas. La Mujer Serpiente decide buscar un hombre con un cuerpo como el suyo, El Traga Espadas tiene pensado ir a trabajar a otros circos de fenómenos y llevarse al Hombre Pretzel y al Hombre Gusano con él, y Kanabun decide vivir como un niño (Kanabun era hermafrodita). Masamitsu y Midori se van juntos, llegando a la parada de un autobús. Masamitsu decide aprovechar para ir a comprar algo de comer, pero durante un asalto es asesinado por el ladrón de una tienda cercana. Midori, tras perder el autobús, va a buscarlo, pero al no encontrarlo piensa que Masamitsu la ha abandonado. Midori, preocupada y sola, se imagina a los fantasmas del circo riéndose cruelmente de ella, al igual que sus padres (en el manga se nota que sus padres están dentro de la botella de Masamitsu). Llena de ira, Midori toma un palo, golpea y grita deseándoles la muerte a sus compañeros, eventualmente observa como todo lo que intenta destruir solo son alucinaciones, y que todo lo que ella imaginó tal vez nunca fue real. Midori suelta el palo y rompe en llanto mientras su figura se pierde en un fondo blanco, haciendo alusión a que finalmente, su mente ha colapsado. 
Por último se oye la voz de Midori contando un tipo de poema, dando a entender que posiblemente estaba muerta. El poema final decía: 

El cuello de la chica camelia abandonada. 
Está sumergido en el mar de lágrimas de su madre. 
Ojo y cuenca rasgados por la roja luna creciente. 
El espejo prende fuego. 
Los vestidos del infierno son pétalos de camelias. 
El cinturón de paño de oro será atado fuerte esta noche.
 Poema final de Midori: la niña de las Camelias.

## Producción
En 1987, Hiroshi Harada, un animador que trabajó en varios estudios de animación, decidió hacer una adaptación del manga Shojo Tsubaki (1984) de Suehiro Maruo. Lo polémico de la obra llevó a que ninguna productora aceptara de manera íntegra la obra, por lo que Hiroshi Harada decidió hacer él mismo casi toda la obra, realizando los fotogramas uno por uno, y llegando a dibujar un total de 5000 planos. Hiroshi Harada tardó cinco años en terminar la película.

## Estreno, censura y posterior relanzamiento
La película con el título original de Chika Gentō Gekiga: Shōjo Tsubaki (地下幻燈劇画 少女椿) se estrenó el 2 de mayo de 1992 en una carpa roja dentro del templo Mitake Jinja de Tokio. No tenían el presupuesto para exceder los 52 minutos de duración, aun así decidieron proyectarla siendo la única ocasión que se emitió completa antes de sufrir hasta 26 ediciones que las autoridades exigieron. Sin embargo, en la edición actual todavía existen escenas donde la protagonista es abusada sexualmente por varias personas y las mascotas de Midori siendo azotadas y pisadas hasta la muerte.
En los 90, la cinta original se envió fuera de Japón para emitirse en diversos lugares. Cuando regresó a Japón las autoridades lo destruyeron. Pero Harada tenía un duplicado.
Cuando Harada fue informado de esto, se enojó y se negó a volver a permitir la proyección de su película, incluso en la versión censurada de la misma. En años posteriores, Harada se volvió más indulgente, culminando en su aprobación para que la compañía francesa Ciné Malta lanzara en 2006 un DVD de la versión editada de 48 minutos. El DVD contiene seis idiomas diferentes de subtítulos, incluyendo francés, español, alemán, italiano e inglés. El DVD llegó a España pero no en América Latina. Se desconoce qué pasó con los seis minutos originales perdidos. En 2013, el negativo original de 16 mm de la película se redescubrió en un almacén de IMAGICA. A partir de este negativo, se hizo una nueva impresión y un maestro digital, y comenzó a proyectarse en formato digital en Japón en varias ocasiones como el Festival de Cine de Kanazawa. La compañía de producción de Harada planea lanzar próximamente un Blu-ray con la versión original restaurada del nuevo maestro de la película.

## Otras versiones

### Manga original
El manga fue creado en septiembre de 1984, acabando ese mismo año. El manga consta solamente de un tomo. La historia es la misma del film; donde vemos a la protagonista constantemente maltratada y abusada por sus compañeros de trabajo en el circo, hasta que un misterioso mago convertirá sus pesadillas en un verdadero sueño. En España fue publicado por la editorial Ediciones Glénat en 2003 y en 30 de abril de 2018 la editorial ECC Ediciones la volvió ha publica en una nueva edición.
|                                 | ISBN-13           | ISBN-10       |
| ------------------------------- | ----------------- | ------------- |
| Midori, La niña de las camelias | 978-84-8449-423-2 | 84-8449-423-3 |

### Película de acción real
En 2016, la productora TORICO estrenó en cines japoneses una película dramática de acción real de Midori, protagonizada por la modelo Risa Nakamura. En el momento de su estreno fue señalado que la película contiene escenas animadas, dando a entender que por momentos la historia se sumerge en la fantasía o el sueño de Midori.